# Remington Naval Model 1865 Pistol
A Remington Naval Model 1865 Pistol, é uma pistola projetada por Joseph Rider e fabricada pela Remington desde 1866 fazendo uso do mecanismo de ação de bloco pivotante, no calibre .50 com cartuchos de fogo circular.

## Histórico
A Remington forneceu a pistola Remington Model 1865 como parte de um contrato para fabricar aproximadamente 6.500 pistolas por ação de bloco pivotante para a Marinha dos EUA entre 1866 e 1870.

## Características
O mecanismo de ação de bloco pivotante da Remington foi um dos mais fortes já produzidos. A Remington, o aplicou em pistolas, rifles e carabinas, popularizando esse tipo de ação em todo o mundo, tanto no mercado civil quanto no militar. Apesar de resistente, preciso e confiável, esse tipo de mecanismo, por projeto, resultava em uma ação de tiro único.

## Evolução
A Remington Naval Model 1865 Pistol, se caracterizou por usar um gatilho do tipo "espora", semelhante aos utilizados nas derringers mais antigas, usava um cartucho de fogo circular e tinha um cano com 8,5 polegadas (216 milímetros) de comprimento.
| O mecanismo de ação de bloco pivotante da Remington Model 1865 aberto. (acima). e fechado (abaixo). |  | Um close da câmara da Remington Model 1865 com o mecanismo de ação de bloco pivotante aberto. |

### Model 1867
A Remington Naval Model 1867 Pistol é basicamente uma "Model 1865" com gatilho convencional (com guarda-mato), com o mecanismo de ação alterado para suportar um cartucho de fogo central, tendo também o comprimento do cano diminuído para 7 polegadas (178 milímetros) de comprimento.

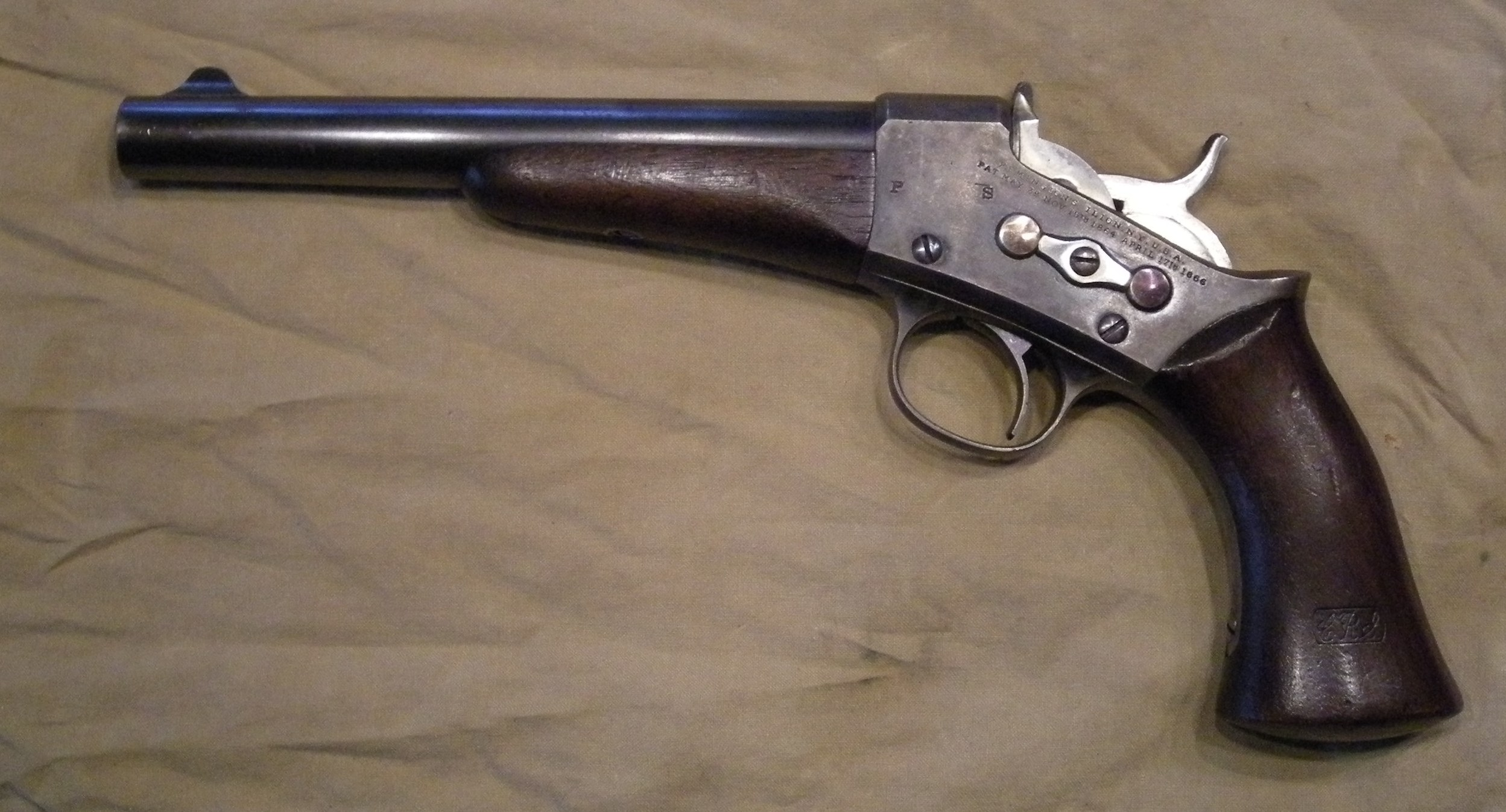
A Remington Army Model 1871 Pistol.

### Model 1871
A Remington Army Model 1871 Pistol é basicamente uma "Model 1867" com uma pequena mudança no ângulo da empunhadura e o cano configurado com 8 polegadas (203 milímetros) de comprimento.
O Exército comprou cerca de 5.000 pistolas das cerca de 6.000 produzidas entre 1872 e 1888.

## Curiosidades
Em 2006, um exemplar desse modelo foi leiloado e vendido por £ 799 (US$ 1.028) em Oxford.